# Holocausto en Serbia
El holocausto judío en Serbia tuvo lugar a comienzos de la aplicación de la "solución final del problema judío", en 1941. Sucedió cuando aún no se habían puesto en funcionamiento los campos de exterminio y las matanzas aún se hacía por fusilamiento de las víctimas, aunque pronto dieron paso a la muerte por gas.

## Antecedentes
El creciente acercamiento de Yugoslavia a Alemania tras el asesinato del rey Alejandro en 1934 supuso a finales de la década la aparición de medidas antisemitas. Tras la anexión alemana de Austria, el Gobierno instruyó a la prensa para tratar el acontecimiento únicamente con información alemana; la prensa cercana al Gobierno comenzó una campaña de antisemitismo en Serbia. En el verano de 1940, los empleados de un banco yugoslavo adquirido por el Deutsche Bank fueron despedidos ante la pasividad gubernamental. El 5 de octubre, el Consejo de Ministros aprobó la primera legislación antisemita, inconstitucional: numerus clausus en las universidades e instituciones de educación secundaria y la prohibición de que los ciudadanos judíos ejerciesen la venta mayorista de alimentos.
Tras el inesperado golpe de Estado del 27 de marzo de 1941 que derrocó al regente Pablo Karađorđević y su gobierno, que acababa de firmar el Pacto Tripartito con el Eje, Hitler ordenó inmediatamente la invasión de Yugoslavia. El 2 de abril, una orden del Alto Mando del Ejército de Tierra (en alemán: Oberkommando des Heeres, OKH) asignaba un einsatzgruppe del servicio de seguridad a la campaña para llevar a cabo el combate contra los enemigos del Estado, entre los que se incluía a los judíos. La campaña, comenzada el 6 de abril con el bombardeo por sorpresa de Belgrado, acabó en pocos días con la derrota y desmembramiento de Yugoslavia. Los territorios de población serbia que no fueron entregados a Bulgaria, Hungría o al nuevo Estado Independiente de Croacia quedaron bajo ocupación militar alemana.
El einsatzgruppe estaba capitaneado por el SS-Standarteführer Wilhelm Fuchs, subordinado al jefe de la administración civil del territorio serbio, el SS-Brigadeführer Harald Turner, que controlaba la zona dividida en cuatro distritos militares. Esta a su vez quedaba bajo el mando directo del comandante militar de ocupación.
Las mujeres y los niños de los fusilados fueron enviados al campo de concentración de Semlin, en la orilla opuesta a Belgrado, junto al río Sava. Todos fueron asesinados en una furgoneta habilitada como cámara de gas en la primavera de 1942.

## Desarrollo

### Víctimas de represalias y encierro en los campos

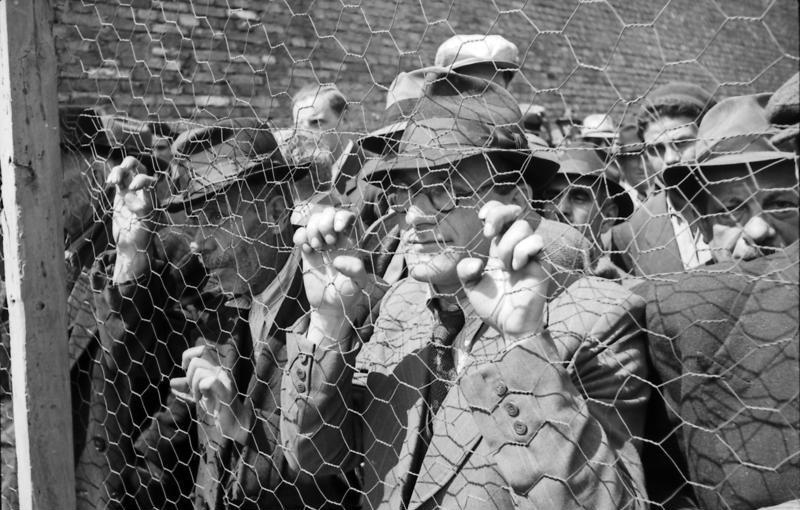
Judíos serbios encerrados en Belgrado en abril de 1941, poco después de la derrota yugoslava.

Inmediatamente después de la derrota yugoslava, los judíos serbios fueron víctimas de numerosas medidas discriminatorias: registro obligatorio, marcado, toque de queda, trabajos forzados, confiscaciones de propiedades o restricciones laborales y económicas.
Con el ataque alemán a la URSS y el consiguiente levantamiento partisano las condiciones de los judíos empeoraron, siendo escogidos a menudo como víctimas de las represalias alemanas por los ataques de la resistencia. A continuación se confinó a todos los varones mayores de catorce años en el campo de Topokovske Supe. Los internos sufrieron las represalias por las acciones de la resistencia, fijadas en cien fusilados por cada baja alemana. Los judíos eran, a ojos de los alemanes, víctimas convenientes que servían para cumplir la cuota de las represalias sin agravar la resistencia que se hubiese fortalecido si se hubiesen fusilado serbios cristianos.
A mediados de agosto, los judíos del Banato fueron trasladados a Belgrado.
El primer fusilamiento en masa de judíos tuvo lugar a mediados de octubre de 1941, días antes del comienzo de la deportación de los judíos alemanes a los campos de exterminio en el este europeo. A diferencia de los fusilamientos en los territorios soviéticos ocupados, los fusilamientos los llevaron a cabo tropas de la Wehrmacht, no de las SS, y las víctimas eran varones de catorce a setenta años, no familias al completo. Además el objetivo teórico de los fusilamientos no era el exterminio de los judíos, sino la aplicación de represalias por ataques de la resistencia contra tropas alemanas.
Las mujeres, los niños y los ancianos (alrededor de 20 000) debían de pasar a un campo en Sremska Mitrovica antes de ser deportados a un campo de exterminio en el este. Ante la imposibilidad de construir el campo por estar anegado por el río, se eligió Sajmiste (del alemán: Semlin), en territorio del NDH. A partir del 8 de diciembre de 1941, los supervivientes de Belgrado fueron trasladados al nuevo campo.
En diciembre Fuchs fue sustituido por un veterano del SD que había participado en las deportaciones de judíos en Polonia, Emanuel Schäfer.
Las condiciones en los antiguos pabellones de exhibición eran muy duras: existía hacinamiento y no había calefacción en una región en la que el río se congelaba en el invierno. Los prisioneros pasaban hambre y se les forzó a administrar el campo, incluso la vigilancia del mismo. Las estimaciones de prisioneros de los alemanes habían sido excesivas y a comienzos de 1942 contaba con cerca de 6000 internos, judíos y gitanos. Los comandantes del campo trataron sin éxito de aumentar las raciones de los prisioneros, a lo que se negaron las autoridades militares del distrito militar.

## Exterminio de los internos
En la conferencia de Wannsee del 20 de enero de 1942, Reinhard Heydrich anunció las próximas deportaciones de judíos del oeste de Europa al este, lo que retrasó la deportación de los judíos serbios a los campos de exterminio. A la vez, se hallaba en pruebas el gaseamiento de mujeres y niños en furgonetas, para evitar los fusilamientos de estos por parte del Ejército, que se oponía a ello. Berlín, que había recibido repetidamente la solicitud de las autoridades de ocupación para deportar a los judíos, envió una furgoneta para que, en vez de deportarlos a los campos de exterminio en el este, pudiesen exterminarlos en Yugoslavia.
El comandante del campo, el SS untersturmführer Herbert Andorfer, encargado de la operación, indicó a las víctimas que la furgoneta serviría para trasladarlas a un nuevo campo. Mientras otra furgoneta cargaba con los enseres de los prisioneros, uno de los conductores entretenía a los niños del campo con golosinas. Sin sospechar su destino, hubo numerosos voluntarios para el «traslado». Tras la falta de comunicación de los prisioneros que habían sido teóricamente trasladados con sus compañeros en Semlin, no hubo más voluntarios y los alemanes comenzaron a escoger a las víctimas.
Después de cruzar un puente sobre el Sava, uno de los conductores conectaba el tubo de escape al interior de la furgoneta y continuaba la marcha, junto con el coche del SS Andorfer, comandante del campo, hasta un campo de fusilamiento a 10 km al sureste de Belgrado, Avala. Allí se cavaba con antelación una fosa, guardada por un destacamento de la Ordnungspolizei (policía regular). Siete prisioneros serbios eran obligados a descargar los cadáveres y enterrarlos.
El antiguo comandante del campo, Edgar Enge, su sucesor Andorfer, dos conductores del SD, cuatro policías y los siete prisioneros serbios repetían la operación todas las mañanas salvo domingos y fiestas y dos o tres tardes. La furgoneta, con capacidad para cincuenta adultos, a menudo transportaba a cerca de cien. El 10 de mayo de 1942, trasladó a los últimos internos, la administración judía del campo.
El campo fue inmediatamente ocupado por nuevos prisioneros. Unos 47 000 prisioneros del campo perecieron.
El 8 de junio de 1942, Schäfer informaba al comandante de las fuerzas en Serbia y al comandante de la región sureste, de visita en Serbia, que ya no existía un «problema judío» en Serbia.

## Intentos de ocultación
Con el cambio del curso de la guerra, desfavorable para el Eje, los alemanes trataron de ocultar sus acciones. El embajador alemán solicitó sin éxito en 1943 el traslado del campo lejos de Belgrado. En diciembre Paul Blobel y su Kommando 1005, con experiencia en la URSS, fue el encargado de desenterrar e incinerar los restos de las víctimas de las matanzas de 1941-1942, para borrar su rastro.